# Караев, Батыр
Батыр (Ботир) Караев (узб. Botir Qorayev; 8 апреля 1980) — узбекский футболист, защитник клуба «Машал». Участник Кубка Азии 2007 в составе сборной Узбекистана.

## Клубная карьера
Дебютировал в высшей лиге Узбекистана в 1999 году, играя за каршинский «Насаф». За эту команду выступал в течение семи лет и трижды стал бронзовым призёром чемпионата страны.
В 2006 году перешёл в «Машъал» из соседнего города Мубарек и играл за него в течение двух сезонов, в 2007 году стал обладателем бронзовых медалей.
Перед началом сезона-2008 вернулся в «Насаф», является основным защитником клуба. За последующие годы ещё четырежды выигрывал бронзу чемпионата Узбекистана, один раз стал обладателем серебра, в 2011 году стал победителем Кубка АФК — второго по значимости клубного турнира Азии. Всего провёл за «Насаф» в чемпионатах страны более 300 игр.

## Карьера в сборной
Дебютировал в сборной Узбекистана в 2007 году. Был включён тренером Рауфом Инилеевым в состав на Кубок Азии 2007, на турнире ни разу не вышел на поле.
После трёхлетнего перерыва призван в сборную в 2010 году, принял участие в матче против Армении 25 мая 2010 года, эта игра стала последней для Караева в национальной команде. Всего за сборную он сыграл 5 матчей.

## Достижения
- Победитель Кубка АФК: 2011
- Серебряный призёр чемпионата Узбекистана: 2011
- Бронзовый призёр чемпионата Узбекистана (8): 2000, 2001, 2005, 2007, 2009, 2010, 2013, 2014